# Катона (Њујорк)
Катона (енгл. Katonah) насељено је место без административног статуса у америчкој савезној држави Њујорк.

## Демографија
По попису из 2010. године број становника је 1.679.
| Група             | 2000.    | 2010.         |
| Белци             | 0 (0,0%) | 1.373 (81,8%) |
| Афроамериканци    | 0 (0,0%) | 42 (2,5%)     |
| Азијати           | 0 (0,0%) | 44 (2,6%)     |
| Хиспаноамериканци | 0 (0,0%) | 200 (11,9%)   |
| Укупно            | 0        | 1.679         |